# 卡德柯伊
卡德柯伊（土耳其語：Kadıköy）在古代和拜占庭帝国时期称为迦克墩，是土耳其伊斯坦布尔的一个人口众多的區，位于马尔马拉海的小亚细亚一侧，面对着博斯普鲁斯海峡欧洲一侧古老的市中心。
卡德柯伊也是该区最突出的街区的名称，那是一个住宅和商业区，有许多酒吧、电影院和书店，是安纳托利亚一侧的文化中心。
卡德柯伊在1928年成为一个区，从于斯屈达尔区分出。在同一年，İçerenköy、Bostancı和 Suadiye 从卡尔塔尔区分出，最终加入了新成立的卡德柯伊区。与其相邻的区为：西北方的于斯屈达尔区，东北方的乌姆拉尼耶，东南方的马尔泰佩以及卡尔塔尔。根据2007年人口统计，卡德柯伊区的人口为509,282人。

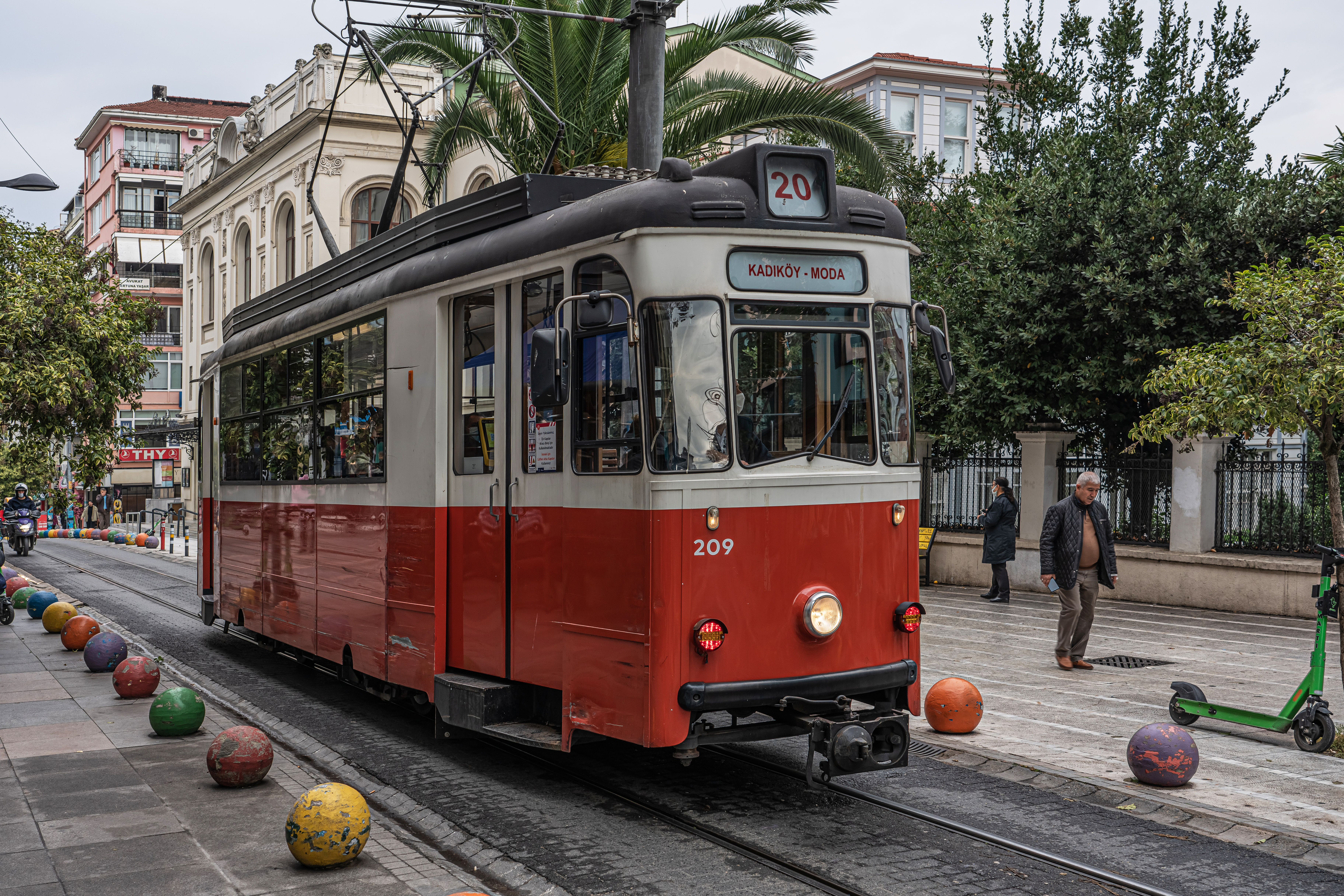
怀旧电车